# Marie Oteiza
Marie Oteiza, née le 30 janvier 1994 à Mont-de-Marsan (Landes), est une sportive française spécialiste du pentathlon moderne. Elle est championne d'Europe en individuel et en relais en 2018 et championne du monde à Sofia en individuel en 2019 et 2021,,.

## Biographie
Elle est titulaire d'une licence STAPS, option entraînement et management. C'est une agente RATP et une athlète RATP.
Elle est licenciée au Paris Racing Multi Athlon (RMA).
En 2019, après avoir fini 10e au championnat d'Europe de pentathlon, Marie Oteiza se qualifie pour les jeux olympiques d'été de Tokyo 2020 où elle finit 13e,. 
Elle est médaillée de bronze en relais mixte avec Ugo Fleurot aux Championnats d'Europe de pentathlon moderne 2022 à Székesfehérvár.

## Palmarès
| Discipline/Année                           | 2015 | 2016 | 2017 | 2018 | 2019 | 2020 | 2021 | 2022 |
| ------------------------------------------ | ---- | ---- | ---- | ---- | ---- | ---- | ---- | ---- |
| Jeux olympiques Individuel                 | -    | -    | -    | -    | -    | 13e  | -    |      |
| Championnats du monde seniors Individuel   | 7e   | 23e  | -    | 3e   | 20e  |      |      | 20e  |
| Championnats du monde seniors Équipe       | -    | 5e   | -    | 2e   | 7e   |      |      |      |
| Championnats du monde seniors Relais       | 17e  | -    | -    | -    | -    |      |      |      |
| Coupe du monde seniors Individuel          | -    | -    | -    | -    | 1re  |      | 1re  |      |
| Championnats d'Europe seniors Individuel   | -    | -    | -    | 1re  | 10e  | -    | -    |      |
| Championnats d'Europe seniors Équipe       | -    | -    | -    | 3e   | 7e   |      | -    |      |
| Championnats d'Europe seniors Relais       | -    | 4e   | -    | -    | -    |      | -    |      |
| Championnats d'Europe seniors Relais mixte | -    | -    | -    | 1re  | -    |      | -    | 1re  |